# Drei-Brüder-Höhle

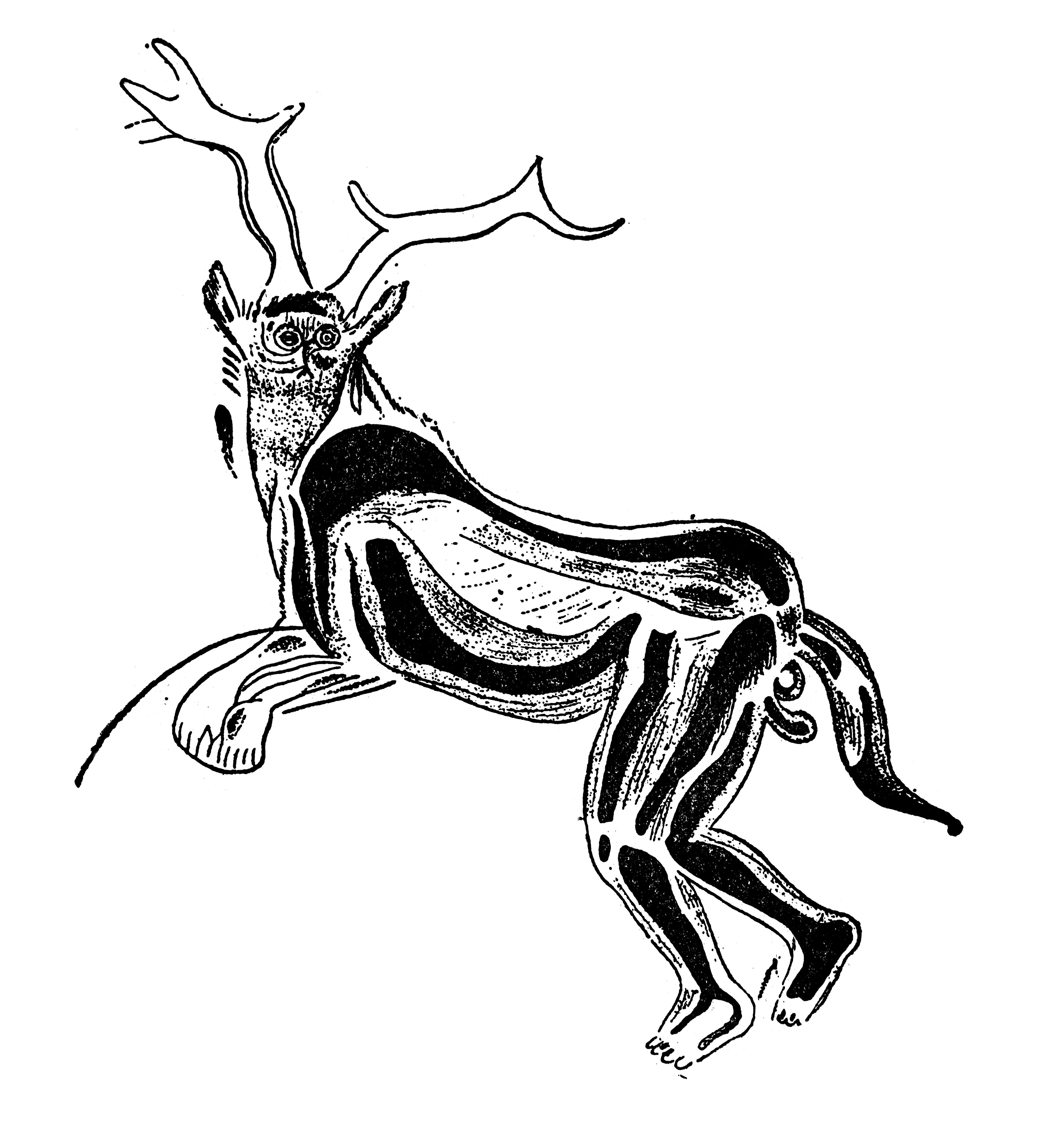
Abbildung eines Mischwesens, möglicherweise ein Schamane

Die Drei-Brüder-Höhle (französisch Grotte des Trois-Frères) ist eine der drei Volp-Höhlen. Sie liegt in der südfranzösischen Region Okzitanien im Département Ariège auf dem Gebiet der Gemeinde Montesquieu-Avantès und gehört zum Umkreis der frankokantabrischen Höhlenkunst. Als Bilderhöhle des Jungpaläolithikums enthält sie berühmte Höhlenmalereien aus der Kulturstufe des Magdaléniens. Die Meereshöhe beträgt 465 Meter. In direkter Nachbarschaft befinden sich die beiden anderen Volp-Höhlen, die Höhle von Tuc d’Audoubert sowie die Höhle von Enlène.

## Höhlenmalerei
Die Höhle ist unter anderem berühmt für die Wandmalereien von zwei Wesen, halb Mensch, halb Tier bekannt, die in der Höhlenmalerei selten sind, aber auch in der Grotte de Gabillou im Département Dordogne und am Abri da Solhapa in Portugal gefunden wurde. Das eine, das gleichzeitig die Charakteristika eines Menschen und eines Bisons aufweist, wird „petit sorcier à l'arc Musical“ („Hexenmeister mit Musikbogen“) genannt, da es so aussieht, als würde er einen Mundbogen spielen. Die hierzu verbreiteten Umzeichnungen geben jedoch nur Ausschnitte einer größeren Szene aus sich teilweise überlagernden Zeichnungen wieder, weshalb die Interpretation als Mundbogen unsicher ist. Was das zweite Wesen betrifft, haben die Interpretationen es nach und nach als Hexenmeister gedeutet, der einen magischen Ritus praktiziert, oder als einen Gott der Tiere, genannt „dieu cornu“ (Gehörnter Gott), oder auch als einen tanzenden Schamanen.
Die Höhle verdankt ihren Namen den drei Söhnen des Grafen Henri Bégouën, Max, Jacques und Louis, die zusammen mit François Camel und Marcellin Bermon den Eingang am 20. oder 21. Juli 1914 entdeckten.
Vorgeschichtliche Kunst:
- Höhlenmalerei des Magdalénien.
- Mobile Kunst (Kopf aus stilisierten Pferden)
- Bodenfliesen, -platten und ein Foyer im Inneren der Höhle